# Nivolumab
Le nivolumab est un anticorps monoclonal qui se fixe au récepteur de la programmed cell death 1 (PD1) et le bloque. Il est utilisé contre certains cancers.

## Histoire
La société Medarex, basée à Princeton, a développé un modèle de souris transgénique permettant de produire des anticorps entièrement humains. La société a été ensuite rachetée en 2009 par Bristol Myers Squibb qui a développé le nivolumab.

## Efficacité
Un cinquième à un quart des mélanomes, des cancers du poumon non à petites cellules (CPNPC) et des cancers rénaux répondent à ce traitement. Il serait en particulier en chimiothérapie néo-adjuvante du cancer du poumon non à petites cellules dans sa forme résécable.
Dans le mélanome, l'efficacité est d'autant plus importante si le traitement est associé avec de l'ipilimumab. Il est plus efficace que l'ipilimumab dans les formes métastatiques et que la dacarbazine dans les tumeurs métastatiques non porteuses d'une mutation sur le gène BRAF.
Il améliore la survie du cancer de l'estomac réfractaire aux autres traitements, ainsi que celui de œsophage.
Il est testé dans les formes réfractaires ou les rechutes de la maladie de Hodgkin.

## Autorisation de mise sur le marché
Le 4 juillet 2014, une autorisation de mise sur le marché (AMM) a été accordée au nivolumab par le Japon dans l’indication mélanome non résécable. Il sera commercialisé par la firme japonaise Ono Pharmaceutical sous l’appellation Opdivo. Hors Asie, la molécule est sous licence Bristol-Myers Squibb.
Le 20 septembre 2018, le nivolumab, jusqu’ici indiqué dans le traitement des patients adultes atteints d'un mélanome avancé (non résécable ou métastatique), dispose désormais d’une nouvelle AMM en monothérapie dans le traitement adjuvant des patients adultes atteints d’un mélanome avec atteinte des ganglions lymphatiques ou une maladie métastatique, et ayant subi une résection complète.
Le nivolumab est utilisé pour traiter les personnes souffrant :
- d’un mélanome : il est utilisé seul ou avec un autre médicament anticancéreux, l'ipilimumab, dans le traitement des adultes dont le cancer s'est propagé à d'autres parties du corps ou ne peut pas être retiré par voie chirurgicale. Il est également utilisé seul chez des patients ayant subi une intervention chirurgicale pour retirer un mélanome qui s’est répandu dans les ganglions lymphatiques ou ailleurs dans le corps ;
- d’un type de cancer du poumon appelé cancer du poumon non à petites cellules (CPNPC) qui s'est propagé localement ou à d'autres parties du corps. Le nivolumab est utilisé seul chez des patients ayant été antérieurement traités par d'autres médicaments anticancéreux (chimiothérapie) ;
- d’un carcinome rénal avancé. Le nivolumab est utilisé seul chez des patients ayant été antérieurement traités par d'autres médicaments anticancéreux ;
- d’un lymphome de Hodgkin classique, qui n'a pas régressé ou qui a récidivé après une autogreffe de cellules souches (procédure par laquelle la moelle osseuse est remplacée par les propres cellules souches du patient afin de constituer une nouvelle moelle osseuse qui produise des cellules sanguines saines). Le nivolumab est utilisé seul après un traitement par brentuximab védotine (un autre médicament anticancéreux) ;
- d’un carcinome à cellules squameuses de la tête et du cou (SCCHN) qui a récidivé ou s'est propagé à d'autres parties du corps. Le nivolumab est utilisé seul chez des patients dont le cancer est en progression malgré un traitement par des médicaments anticancéreux à base de platine ;
- d’un cancer urothélial (de la vessie et des voies urinaires) qui s'est propagé localement et ne peut pas être retiré par voie chirurgicale ou qui a atteint d'autres parties du corps. Il est utilisé seul lorsque le traitement par des médicaments anticancéreux à base de platine n'a pas fonctionné.